# Наєнко Михайло Кузьмович
Михайло Кузьмович Наєнко (нар. 21 листопада 1938, с. Гуляйполе, Черкащина) — літературознавець, доктор філологічних наук, професор. Член Спілки письменників та Спілки журналістів України. Заслужений діяч науки і техніки України, лауреат Національної премії України імені Т. Г. Шевченка та Української міжнародної премії імені Григорія Сковороди.

## Біографія
Народився 21 листопода 1938 року у селі Гуляйполі на Черкащині.
Освіта: Лубенський сільськогосподарський технікум (1961), філологічний факультет Київського державного університету імені Тараса Шевченка (1966).
1966—1970 роках викладав українську літературу у Київському музичному училищі ім. Р. Глієра. Упродовж 1970—1973 років завідував відділом журналу «Знання та праця», від 1973 — відповідальний секретар, заступник головного редактора журналу «Українська мова і література в школі».
1977 року захистив кандидатську дисертацію на тему «Проблеми розвитку української радянської новелістики в період становлення літератури соціалістичного реалізму (двадцяті роки)» та з 1979 до 1991 рр. працює старшим науковим співробітником, ученим секретарем, провідним науковим співробітником Інституту літератури ім. Т. Г. Шевченка НАН України.
1989 року захистив докторську дисертацію «Лірико-романтична стильова течія в українській радянській прозі» (1989). Відтоді 15 років очолював кафедру теорії літератури і компаративістики Київського національного університету імені Тараса Шевченка.
Упродовж 1992—2001 років був деканом філологічного факультету цього університету. На цій посаді дбав про якісний викладацький склад, запрошуючи на роботу перспективних викладачів периферійних вузів, створюючи умови для наукового зростання. Відроджував на факультеті традиції київської філологічної школи. Заохочував до наукових пошуків талановиту молодь. Відкрив низку нових спеціальностей. Зокрема, особливим досягненням стало відкриття 1998 року спеціальностей «літературна творчість» — аналога Московського літературного інституту. Для підготовки творчої молоді залучив відомих вітчизняних митців: В.Кордуна, В.Яворівського, Г.Штоня, О. Астаф'єва, В.Фольварочного та інших.
З 2004 до 2009 року — професор кафедри теорії літератури та компаративістики цього університету.
Читав курси «Історія української літератури ХХ століття». «Історія українського літературознавства», «Теорія і практика літературної творчості», спецкурси «Романтизм», «Специфіка праці письменника».
У доробку Михайла Наєнка понад 500 наукових та літературно-критичних праць. Найвагоміші з них — «Краса вірності» (1981), «Романтичний епос» (1988, 2000), «Григорій Косинка» (1989), «Українське літературознавство. Школи. Напрями. Тенденції» (1997).
Повернув у науковий обіг, підготувавши до друку і видавши із своїми передмовами фундаментальні праці «Історія української літератури» Д.Чижевського (1994), «Історія українського письменства» С.Єфремова (1996), «Реалізм в українській літературі» Д.Чижевського. Брав активну участь у поверненні українському читачеві творів письменників Розстріляного відродження та осмисленні їхнього доробку: упорядкував, підготував передмови та видав твори І.Дніпровського. О.Слісаренка та Г.Косинки.
Один з авторів підручників та академічних видань: «Українська література» (1976. 1980), «Українська радянська література» (1979), «Історія української літератури. В 2-х томах» (1987—1988), «Історія української літератури ХХ століття. В 2-х томах» (1996, 1998).
Також Михайло Наєнко — автор ряду статей до УЛЕ, ЕСУ та інших енциклопедичних видань. Окремі статті та рецензії на праці М.Наєнка публікувалися в Польщі, Росії. Хорватії. Чехії, США. Визнаний «Людиною року» біографічними інституціями США та Великої Британії.
Голова редакційної колегії щорічника «Філологічні семінари» (Київ), редакційної ради альманаху «Рідний край» (Полтава), член редколегії журналу «Слово і Час» (Київ).
Нині — на пенсії. Має двох доньок та трьох онуків.

### Праці
- Наєнко М. К. Історія українського літературознавства
- http://www.viche.info/journal/153/%5Bнедоступне+посилання+з+вересня+2019%5D
- http://vitchyzna.ukrlife.org/11_12_08naenko.html
- http://ukrlife.org/main/prosvita/epos.htm
- http://litopys.org.ua/chyzh/chy01.htm

Інтерв'ю.

Галина Білик. Річище і береги літературознавчої діяльності професора Михайла Наєнка. До 75-річчя від дня народження / Рідний край. Альманах ПНПУ. № 2 (29) 2013, с. 130—140. — Режим доступу: http://dspace.pnpu.edu.ua/bitstream/123456789/3078/1/Bilyk1.PDF 